# Wilhelm Habsburg
Wilhelm Uprzejmy, niem. der Freundliche (ur. ok. 1370 w Wiedniu, zm. 15 lipca 1406 w Wiedniu) – książę austriacki z dynastii Habsburgów, syn Leopolda III, założyciela leopoldyńskiej linii Habsburgów, i księżniczki mediolańskiej Viridis Visconti.

## Życiorys
15 czerwca 1378 r. w Hainburgu odbyły się zaręczyny (sponsalia de futuro) Wilhelma z Jadwigą, najmłodszą córką króla Polski i Węgier Ludwika Wielkiego. Inicjatorką tego mariażu była babka Jadwigi, Elżbieta Łokietkówna. Od momentu zaręczyn przyszli małżonkowie mieli wychowywać się razem, natomiast śmierć starszej siostry Jadwigi, Katarzyny, pokrzyżowała te plany. W 1379 r. Jadwiga na żądanie Ludwika powróciła do Budy. Król, który nie miał męskich potomków, postanowił, że starsza z jego córek, Maria, zostanie po jego śmierci królową Polski a Jadwiga – królową Węgier.
W 1380 r. w Zwoleniu Elżbieta Łokietkówna wystawiła dokument, w którym potwierdzając ważność zaręczyn Jadwigi i Wilhelma zawarła informację, że związek musi zostać skonsumowany po ukończeniu przez Jadwigę 12 roku życia.
We wrześniu 1382 r. król Ludwik Wielki zmarł. Wilhelm zgodnie z wolą zmarłego króla, powinien zasiąść na tronie Węgier obok Jadwigi. Niespodziewanie królowa-wdowa Elżbieta Bośniaczka zmieniła decyzję Ludwika i 17 września 1382 r. z jej polecenia odbyła się koronacja Marii Andegaweńskiej na królową (właściwie na kobietę-króla) Węgier. Habsburgowie poczuli się zdradzeni, natomiast wciąż mieli nadzieję na tron Polski.
W 1384 r. po dwóch latach zwlekania z podjęciem decyzji, Elżbieta Bośniaczka wysłała Jadwigę do Polski, aby objęła rządy. Panowie polscy nie chcieli, aby u boku królowej zasiadł przedstawiciel dynastii Habsburgów i zaproponowali jej małżeństwo z księciem litewskim Władysławem Jagiełłą.
W 1385 przybył do Krakowa celem dopełnienia małżeństwa z Jadwigą, jednak do tego nie doszło. Wilhelm powrócił do Wiednia, natomiast Jadwiga w 1386 r. poślubiła Władysława Jagiełłę.
Dynastia Habsburgów nie pogodziła się z utratą polskiego tronu. W Austriackiej kronice 95 zarzucano Elżbiecie Bośniaczce częstą zmianę zdania w kwestii zamążpójścia najmłodszej córki, podnoszono również kwestię dopełnienia małżeństwa pomiędzy Jadwigą a Wilhelmem.
Do momentu śmierci Jadwigi (17 lipca 1399) nie związał się z żadną inną kobietą, uważając się za jej prawowitego męża. W 1401 r. ożenił się z Joanną II, córką Karola III z Durazzo, który został zamordowany w 1386 r. z polecenia Elżbiety Bośniaczki, niedoszłej teściowej Wilhelma. Wilhelm zmarł 8 lat przed objęciem przez Joannę tronu Neapolu. Małżeństwo było bezdzietne.
Po ojcu (zmarłym w 9 lipca 1386) panował w Karyntii, Styrii i Krainie, był również regentem Austrii i Tyrolu wspólnie z bratem Leopoldem IV.